# Elżbieta Hoffmann
Elżbieta Hoffmann – polska śpiewaczka (sopran), solistka bydgoskiej Opery i Operetki w latach 70. XX w.

## Życiorys
Ukończyła Państwową Wyższą Szkołę Muzyczną w Poznaniu. Po studiach została zaangażowana do Operetki Poznańskiej, gdzie śpiewała tam pod panieńskim nazwiskiem Powąska. Prace w Operze bydgoskiej podjęła wraz z mężem, dyrygentem Bogdanem Hoffmannem – w sezonie 1975/76. Jej debiutem w Bydgoszczy była partia Marysi Zarembianki w musicalu „Najpiękniejsza” M. Lidy (1975). W 1976 r. wystąpiła w roli
Nuri w „Nizinach” L. d'Alberta oraz Maria Dunin w musicalu „Dziękuję ci, Ewo!” S. Renza, rok później w partii Senty w „Holendrze tułaczu” R. Wagnera, Marzenki w „Sprzedanej narzeczonej" B. Smetany. W 1978 r. wystąpiła w roli Nataszy w „My chcemy tańczyć” A. Pietrowa, Mimi w „Cyganerii” G. Pucciniego i Hrabina Carlotta w „Gasparone" K. Millöckera. W końcu lat 70. znalazła się w ścisłej czołówce bydgoskich śpiewaków. Występowała również na imprezach estradowych zwłaszcza w operetkowych duetach ze swoim „etatowym" partnerem – Piotrem Trellą.
Ostatnią rolą w Bydgoszczy była Carlotta w „Gasparone”, po czym przeniosła się wraz z mężem dyrygentem Bogdanem Hoffmanem do Wrocławia, a następnie do Teatru Wielkiego w Warszawie.